# JidouGames
JidouGames es una serie animada hongkonesa, creada por Alexander Wong, director de Jidou Studios, se fue estrenada en 2004, y finalizó en 2005. La serie se centra al perrito Jidou y sus amigos que deberían llegar desde los retos internacionales hacia su campeón final. Tiene 26 episodios en total (pese a ello que los episodios con números son reemplazados por vocales del abecedario). 
En 2010, Jidou Studios lanzó sus videos cortos de los personajes de la serie homónima.

## Argumento
Antes y Durante del evento internacional de JidouGames, el perro, Jidou, Jazz el elefante, Dr.Jeff el humano y Jude el cerdo, juntos con sus amigos tiene una trayectoria de participar en dicho evento, desde el inicio hacia su destino final la ciudad dorada misteriosa de Zenadu. Los jugadores comienzan a ganar o perder sus puntos, pero deben que luchar y ganar su desafío.

## Personajes
- Jidou
- Jazz
- Dr. Jeff
- Jude

## Transmisión
La serie fue exhibida en Hong Kong y China continental en 2004 y terminó en 2005. En Japón, el 12 de agosto de 2004, en Taiwán el 16 de septiembre de 2004, en Grecia, en octubre del mismo año, y en España el 4 de noviembre de 2004.
Se rumorea que Latinoamérica (e incluso los Estados Unidos), la serie no fue emitida debido a lo que carecía el doblaje y los derechos de transmisión de cada canal. En dichos regiones, Nickelodeon decide transmitir la serie para todas las feeds del continente americano (feed estadounidense y la feed latinoamericana). Al día siguiente, la cadena de televisión, desmintió en ese plan.  
Sin embargo, el canal de YouTube de Jidou Studios, subió los vídeos de la serie animada de doblaje inglés para los Estados Unidos y otros países que hablan inglés. Mientras que el doblaje hispanoamericano y portugués brasileño no fueron subidos al Youtube. 

## Secuela
La empresa de animación Hongkonesa, Jidou Studios, lanzó su serie homónima tras ausencia de su temporada final, solamente eran en 3D de los personajes que dura 1 minuto de prueba, el 9 de junio de 2010 ( día antes del estreno de su hermana Zakumi The Animated Series).